# بيتي جاين رودس
بيتي جاين رودس (بالإنجليزية: Betty Jane Rhodes)‏ هي مغنية وممثلة أمريكية، ولدت في 21 أبريل 1921 في الولايات المتحدة، وتوفيت في 27 ديسمبر 2011 بلوس أنجلوس في الولايات المتحدة.

## وصلات خارجية
- بيتي جاين رودس على موقع IMDb (الإنجليزية)
- بيتي جاين رودس على موقع قاعدة بيانات الفيلم (الإنجليزية)